# Lega della Gioventù Comunista di Jugoslavia
La Lega della Gioventù Comunista di Jugoslavia (in serbo-croato Савез комунистичке омладине Југославије?, Savez komunističke omladine Jugoslavije, СКОЈ/SKOJ; in sloveno Zveza komunistične mladine Jugoslavije, ZKMJ; in macedone Сојуз на комунистичката младина на Југославија, СКМЈ?, Sojuz na komunističkata mladina na Jugoslavija, SKMJ) fu il ramo giovanile del Partito Comunista di Jugoslavia, dal 1952 Lega dei Comunisti di Jugoslavia, fra il 1919 e il 1990. Fondata come Lega della Gioventù Comunista di Jugoslavia, nel 1948 si fuse con la preesistente Gioventù Popolare di Jugoslavia (in serbo Народна омладина Југославије?, NOJ) e poi nel 1974 in Lega della Gioventù Socialista di Jugoslavia (in serbo Савез социјалистичке омладине Југославије?, SSOJ).
Durante la clandestinità nel periodo monarchico fu fra i più importanti organi propagandistici del PCJ. Con l'inizio della Seconda guerra mondiale collaborò strettamente con l'Armata titina e con la Gioventù Socialista Antifascista Unita di Jugoslavia, creata nel 1943. Nel 1948 si unì a quest'ultima, cambiando nome.
L'organizzazione fu sciolta nel 1990 con la dissoluzione della Lega dei Comunisti di Jugoslavia, la sua filiale slovena nello stesso anno formò la Democrazia Liberale di Slovenia.

## Storia
La Lega della Gioventù Comunista di Jugoslavia fu fondata il 10 settembre 1919 a Zagabria sul modello dell’organizzazione giovanile sovietica bolscevica Komsomol, fondata da Lenin nel 1918. La Lega seguì la politica del Partito Socialista Operaio di Jugoslavia.
All’inizio furono costituiti anche i comitati regionali che però furono soppressi nel 1920. Nel 1921 fu vietata l’organizzazione insieme al partito, che nel frattempo cambiò nome in Partito Comunista di Jugoslavia. Perciò due congressi furono organizzati segretamente, il secondo si tenne nel giugno 1926, il terzo invece nel giugno 1927. Nel frattempo lo SKOJ divenne membro della Gioventù Comunista Internazionale.
Durante entrambe le guerre mondiali morirono molti membri dell’organizzazione, assieme ad altri comunisti. Tra questi vi furono anche sette segretari dello SKOJ: Pavle Marganović, Mijo Oreški, Pero Popović, Josip Kolumbo, Josip Debeljak e Zlatko Šnajder. Uno dei segretari fu anche Ivo Lola Ribar. Nel medesimo tempo i membri dell’organizzazione cominciarono a crescere. I comitati regionali furono di nuovo istituiti nel 1939. Prima dell’inizio della Seconda guerra mondiale l’organizzazione contava 30.000 membri.
Dopo l’occupazione della Jugoslavia nel 1941, lo SKOJ organizzò le associazioni giovanili insieme sotto al nome di “Comitato Antifascista Giovanile”, del quale l’obiettivo era la lotta contro il fascismo. Tutti i comitati antifascisti, al congresso della Gioventù Antifascista di Jugoslavia a Bihać nel 1942 si unirono sotto al nome di Lega Unita della Gioventù Antifascista di Jugoslavia (USAOJ), con ciò lo SKOJ divenne parte di un’organizzazione più grande, nonostante ciò continuò con il lavoro indipendente all’interno di essa.
Tutti coloro che volevano entrare nel Partito Comunista di Jugoslavia (KPJ) dovevano, fino al 1945, unirsi prima allo SKOJ, dopodiché se dimostravano di essere attivi potevano diventare membri del KPJ. Dopo il 1945 e la conquista del potere, i comunisti fecero passare una legge con la quale tutti i bambini e i ragazzi sotto ai 16 anni venivano iscritti automaticamente alla Lega della Gioventù Comunista della propria repubblica e della federazione. Nel programma dichiararono il legame della gioventù con la diffusione e l’approfondimento delle idee del marxismo, del comunismo, della rivoluzione e della lotta di liberazione nazionale (NOB).
I membri più anziani, tranne i funzionari dell’organizzazione, potevano avere non più di 28 anni. I dirigenti dell’organizzazione dovevano essere membri anche della Lega dei Comunisti di Jugoslavia.

## Le organizzazioni successive
Nel maggio 1946 la USAOJ cambiò nome in Gioventù Popolare di Jugoslavia (NOJ). Nel 1948 lo SKOJ e la NOJ si fusero in un'unica organizzazione e mantennero la denominazione Gioventù Popolare di Jugoslavia.
La Gioventù Popolare di Jugoslavia in seguito si rinominò in Lega della Gioventù Socialista di Jugoslavia. L’organizzazione fu attiva sino al 1989, quando venne dissolta assieme al crollo della Jugoslavia.
Il comitato sloveno si rinominò in Partito Liberal Democratico, il quale divenne uno dei maggiori partiti politici sloveni, per poi dissolversi nel 1994.
Nel 1992 a Belgrado fu fondata la Lega della Gioventù Comunista di Jugoslavia, che esiste tutt’oggi. Attualmente è membro della Federazione mondiale della gioventù democratica ed è attiva in Serbia.

## Membri importanti della Lega
- Josip Adamič
- Joža Vlahović
- Marijana Gregoran
- Josip Debeljak
- Ratko Dugonjić
- Boris Kidrič
- Josip Kolumbo
- Pavle Marganović
- Miloš Matijević
- Janko Mišić
- Mijo Oreški
- Pero Popovič
- Ivo Lola Ribar
- Stjepan Cvijić
- Zlatko Šnajder